# Berberis poireti

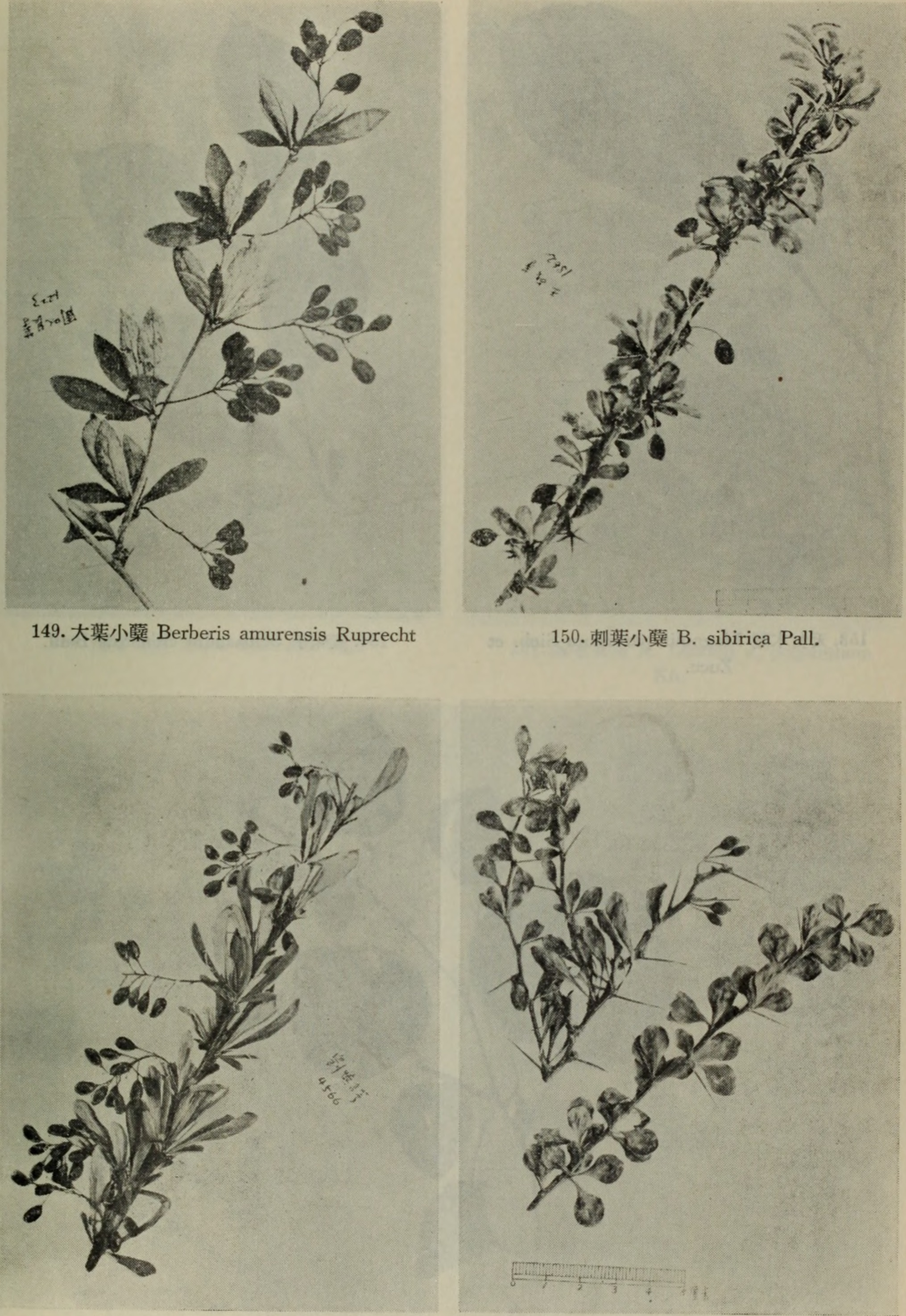
Berberis poireti.

Berberis poireti är en berberisväxtart som beskrevs av Camillo Karl Schneider. Berberis poireti ingår i släktet berberisar, och familjen berberisväxter. Inga underarter finns listade i Catalogue of Life.